# Ирмингард от Вердюн
Ирмингард от Вердюн или Ирмингарда, Ерменгарда (на френски: Irmgard/ Ermengarde de Verdun, на немски: Irmgard von Verdun; * ок. 975; † 1042) от род Вигерихиди (или Арденски дом), е графиня от Вердюн и чрез женитба графиня на Цутфен и във Ветерау.

## Живот
Тя е дъщеря на граф Готфрид I от Вердюн († 997) и Матилда Саксонска († 1009), дъщеря на херцог Херман Билунг († 973).
Ирмингард се омъжва вероятно ок. 1005 г. за граф Годизо ван Хамаланд (* ок. 962; † сл. 1018). Те нямат деца.
Тя се омъжва втори път за втория си братовчед Ото фон Хамерщайн (* ок. 975; † 5 юни 1036) от род Конрадини. Те имат проблеми през 1018 г., заради близката им родственост. Ирмингард пътува до Рим при папа Бенедикт VIII на Коледа 1023 г., но той умира по време на преговорите. През 1027 г. император Конрад II ги разделя.

## Деца
От брака си с Ото фон Хамерщайн има децата:
- Удо († 1034)
- Матилда фон Цутфен († 1031), омъжена ок. 1020 г. за Людолф фон Валденбург (998 – 1031), най-големият внук на император Ото II, от 1025 до 1031 г. господар на Цутфен